# Dialeurodes vulgaris
Dialeurodes vulgaris là một loài côn trùng cánh nửa trong họ Aleyrodidae, phân họ Aleyrodinae.
Dialeurodes vulgaris được Singh miêu tả khoa học đầu tiên năm 1931.